# The Hard Sell
The Hard Sell é um álbum gravado ao vivo por DJ Shadow e Cut Chemist durante os ensaios para o show do Hollywood Bowl em Junho de 2007. É o terceiro álbum da dupla Shadow e Cut Chemist seguindo a mesma fórmula de sucesso alcançado pelas duas mixtapes anteriores: Brainfreeze de 1999 e Product Placement de 2001. Não existe uma lista com as faixas executadas. São duas grandes faixas mixadas ininterruptamente usando apenas discos de vinil 45 rotações e 7". São mesclados sucessos da décadas de 50 como The Flamingos e sua "I Only Have Eyes For You" com o Hip-hop dos anos 90 de De La Soul e Digable Planets.

## Equipamento usado
- 8 Toca-discos
- 4 mixers
- 2 pedais de guitarras

## Faixas
1. Faixa 1 - 42:26
2. Faixa 2 - 27:13

## Samples
"The Hard Sell (Part I)"
- "Rock Around the Clock" de Telex
- Palavras do filme Casablanca
- "This Can't Be True" de Eddie Holman and the Larks
- "I Only Have Eyes for You" de The Flamingos
- Palavras faladas por Robert Plant
- "Summer in the City" de Quincy Jones
- "Rebirth of Slick (Cool Like Dat)" de Digable Planets
- "Magic Mountain" de Eric Burdon e War
- "Synthetic Substitution" de Melvin Bliss
- "Soupy" de Maggie Thrett
- Uma versão de "España cañí"

"The Hard Sell (Part II)"
- "The Way You Move" de OutKast
- "Everlong" de Foo Fighters
- "Somebody to Love" de Jefferson Airplane
- "Break on Through (To the Other Side)" de The Doors
- Cover de "Whoa Back Buck" (originalmente de Lead Belly)
- Palavras sobre cocaína
- "We've Got a File on You" de Blur